# Ballymacarbry
Ballymacarbry est un village situé dans le comté de Waterford, en Irlande. On dénombre environ 200 habitants. Le village comporte 2 pubs.

## Emplacement
Le village est situé sur la route régionale R671, à environ 17 kilomètres de Clonmel et à 24 kilomètres de Dungarvan.